# Младинич, Анте
Анте Младинич (хорв. Ante Mladinić; 1 октября 1929, Сплит — 13 июня 2002, Загреб) — хорватский футболист и тренер.

## Карьера
Младинич имел небольшую карьеру футболиста, выступая за «Хайдук» из Сплита и «Локомотиву». 
В 1974 году возглавил национальную сборную Югославии. Помог преодолеть отборочный раунд и попасть в финальный этап Чемпионата Европы 1974, который проходил в Югославии. В том розыгрыше участвовало 4 сборные:Нидерланды, ФРГ, Чехословакия и Югославия. Турнир стартовал сразу с полуфинальных матчей и хозяева встретились с немцами. Первый тайм закончился со счётом 2:0 в пользу «синих», но «орлы» сравняли счёт и перевели игру в дополнительное время. Во втором овертайме два точных удара Дитера Мюллера позволили ФРГ во второй раз подряд выйти в финал Чемпионата Европы. В матче за 3-е место югославы встретились с Нидерландами. В отличие от полуфинала, к 40-й минуте матча за бронзу Югославия уступала со счётом 0:2, но к основному времени матча сравняли счёт и перевели матч в дополнительное время. На 2-й минуте второго оветрайма Руд Гелс забил гол и принёс сборной Нидерландов первую медаль Чемпионата Европы за всю историю её существования. Югославия в итоге заняла 4-е места, а Младинич покинул пост главного тренера.
В 1976 году стал главным тренером «Партизана». За два года Младинич достиг с белградским клубом чемпионства Югославии и победы в Кубке Митропы (первый выигранный европейский турнир в истории клуба).
В октябре 1978 года, в качестве исполняющего обязанности главного тренера, вновь возглавил сборную Югославии на 2 отборочных матча на Чемпионат Европы 1980 (против Испании и Румынии).
В 1979 году стал помощником Томислава Ивича, который возглавлял «Хайдук». В следующем году стал главным тренером клуба из Сплита. В 1982 году покинул клуб.

## Смерть
13 июня 2002 года, в возрасте 72 лет, умер в Загребе после долгой борьбы с раком горла.